# Cromosoma Y

Cromátida del cromosoma Y (como se encuentra en interfase.

El cromosoma Y es uno de los cromosomas sexuales (gonosomas o heterocromosomas) de los individuos heterogaméticos. Está presente solo en los individuos machos en el caso de que el animal sea mamífero. Si el animal es ovíparo el cromosoma X es el propio de las hembras. El resto de los animales, normalmente, carecen de cromosomas sexuales ya que el sexo no está condicionado por ellos sino por otras cuestiones. En el caso de algunos insectos el sexo está determinado mediante el número de copias del cromosoma X, mediante diploidía (XX) o haploidía (X) de este cromosoma. En esos casos, las hembras son diploides y los machos haploides.
Mediante la filogénesis se puede deducir que el cromosoma Y surge en la evolución con bastante posterioridad al cromosoma X, tratándose de una mutación de dicho cromosoma X. La pérdida de uno de los segmentos de X dio lugar a la forma estructural del cromosoma Y. De esta manera, por lo general, las dimensiones de los cromosomas Y son bastante más reducidas que las de los cromosomas X.[cita requerida] El cromosoma Y, dado su menor tamaño, incluye también menos información genética que el resto de los cromosomas, de lo que podemos deducir una relación entre el tamaño y la cantidad de información contenida.

## Genes

### Número de genes
| Base de datos | Genes codificantes de proteínas | ADN no codificante | Pseudogenes | Fecha      | Ref.               |
| ------------- | ------------------------------- | ------------------ | ----------- | ---------- | ------------------ |
| CCDS          | 61                              | --                 | --          | 26/10/2022 | [ 2 ]              |
| HGNC          | 47                              | 54                 | 380         | 11/04/2025 | [ 5 ]              |
| Ensembl       | 63                              | 142                | 398         | 13/05/2024 | [ 6 ]              |
| UniProt       | 47                              | --                 | --          | 05/02/2025 | [ 7 ]              |
| NCBI          | 64                              | 119                | 398         | 23/08/2024 | [ 8 ] [ 9 ] [ 10 ] |

## El sistema de determinación del sexo XY
El cromosoma Y forma, junto al cromosoma X, el sistema de determinación del sexo XY.
En los animales con este tipo de diferenciación asexual cromosómica, la sola presencia de pares cromosómicos XX significa la expresión genética que da por resultado un individuo hembra, mientras que la asociación y combinación XY significa la expresión genética que resulta en un individuo macho. Existe un gen en el cromosoma Y, denominado SRY (del inglés Sex-determining Region Y), que produce una proteína denominada TDF (del inglés, testis-determining factor), o factor determinador de los testículos, que es el responsable de que el embrión desarrolle los testículos y se convierta en masculino. Para la diferenciación de los ovarios; en su lugar, interviene una red de genes como WNT4, RSPO1 y FOXL2 que promueven activamente el desarrollo ovárico e inhiben la vía testicular. La diferenciación femenina no ocurre por simple ‘defecto’, sino gracias a la acción coordinada de estos genes.
Los gametos con cromosomas Y son producidos en las gónadas masculinas (los testículos), lo cual supone una activación a partir de hormonas; más precisamente a partir de un nivel suficiente de testosterona. De este modo se pueden hacer rastreos filogenéticos (muy precisos si se combinan con estudios con el ADN mitocondrial), ya que el cromosoma Y pasa exclusivamente de padre a hijo, a través de toda la progenie masculina. Si el espermatozoide que realiza la fecundación es portador del cromosoma X el bebé será niña (un X del padre y un X de la madre), pero si es Y será un varón.

### Razón de sexos 1:1
El principio de Fisher resumió por qué casi todas las especies que usan la reproducción sexual tiene un relación de sexo de 1:1, que quiere decir que 50% de descendientes recibirán el cromosoma Y, y 50% no. W.D. Hamilton dio la siguiente explicación en su artículo Extraordinary sex ratios («Relaciones de sexo extraordinarias») de 1967. Asume que cuestan iguales cantidades de energía producir machos que hembras.
1. Se parte de la suposición que los nacimientos de machos son menos comunes que los de las hembras.
2. Luego, un macho recién nacido tiene mejoras perspectivas de aparearse que una hembra recién nacida, y por eso es probable que vaya a tener más descendientes.
3. Así, padres genéticamente dispuestos a producir machos tienden a tener más nietos nacidos de ellos que la media.
4. Así se diseminan los genes que facilitan la tendencia a producir machos, y los nacimientos de machos tornan más comunes.
5. A medida que la relación entre sexos se aproxima a 1:1, las ventajas asociadas con la producción de machos desaparecen.
6. El mismo razonamiento ocurre si las hembras se sustituyen por machos en todo el argumento. Así, la relación de equilibrio es 1:1.